# 日光田母澤御用邸紀念公園

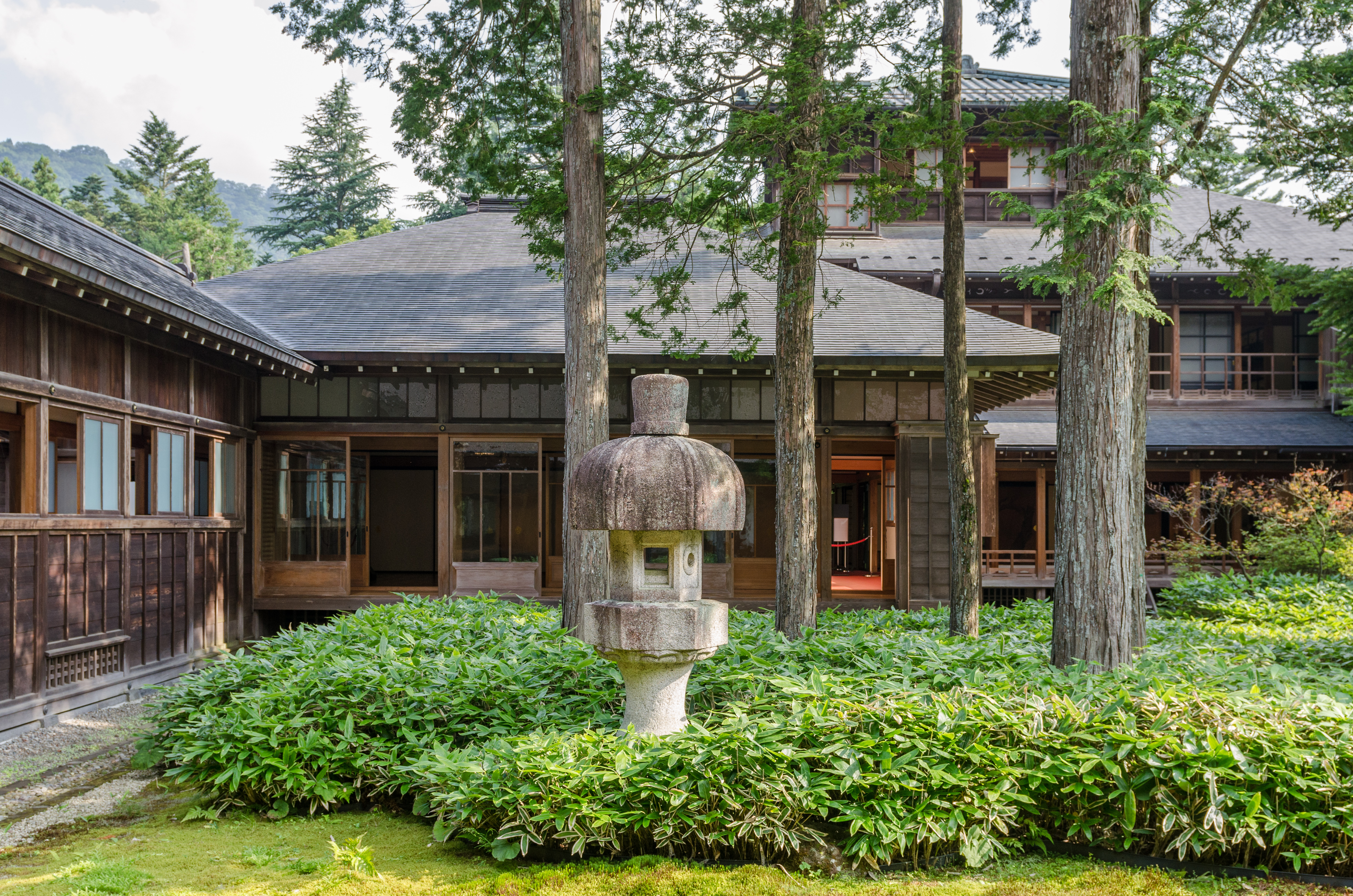
越過中庭向南看。中間是表御食堂（大正時代擴建），後方的三層樓建筑是御座所（从原赤坂离宫搬迁而来，建于江户时代）。

日光田母澤御用邸紀念公園，又稱日光田母澤皇家別墅公園，是位於日本栃木縣日光市的縣立都市公園（歷史公園）。建築和庭園部分原先作為大正天皇為皇太子時的靜養處所，現已改為公園對外開放。該處是明治時代以來建造的眾多御用邸中，唯一至今仍幾乎完整保存結構的。該建築群已被指定為國家重要文化財。

## 概述
此公園位於日光的觀光名勝神橋往大谷川上游約1公里處，設立於1899 （明治32）年，是為病弱的皇太子嘉仁親王（後來的大正天皇）所設置的避暑靜養處所。
- 基地面積：
  - 御苑時代 107,000 平方公尺（32,000 坪）
  - 目前 39,390 平方公尺（11,900 坪）

- 房間數：106間
- 樓地板面積：4,471 平方公尺（1,352 坪）

## 沿革
1896（明治 29）年年末，開始向土地原持有人勝海舟伯爵交涉御用邸用地的購買事宜。原先居該地的居民被集體遷至安川町。
1897（明治 30）年，選定了自明治時代以來就作為外國人、華族、富豪的別墅聚集地的日光市為皇太子的避暑靜養處。
1898（明治31）年，當地銀行家小林年保將原紀州德川家在江戶的中屋敷的一部分從東宮御所遷建至他在田母澤所擁有的別墅，並開始建造御用邸，遂於隔年竣工。
1912（大正元）年，大正天皇即位。
1917（大正 6）年，大正天皇因公務壓力故身體狀況惡化，擴建靜養處所成為當務之急。
1918（大正 7）年，作為天皇的住所而進行大規模改建。隔年，改建完成。
1922（大正 10）年，歷經小規模的改建而成為今貌。此後便作為，大正天皇的避暑休養處所，直到1925年左右，因病情惡化才改於葉山御用邸休養。大正天皇駕崩後，這裡被用作昭和天皇和香淳皇后的避暑勝地。
1944（昭和 19）年 7 月，為因應東京大空襲，這裡成為當時尚為學習院小學五年級學生的皇太子的疏開所。隔年，隨著戰爭的結束，田母澤御用邸不再使用，並改由大藏省關東財務局管理。
1947（昭和 22）年 10 月，栃木縣觀光協會透過栃木縣從大藏省借用舊田澤御用別墅，並對外開放。
1948（昭和 23）年 4 月 - 作為日光國立公園博物館對外開放，介紹日光的地形、地質、動植物、歷史和工藝。
1950（昭和 25）年，除了御用邸主樓和花園的一部分之外，其餘用地劃與日光植物園。
1957（昭和 32）年前後，日光博物館遷至舊山内御用邸。
1960（昭和 35）年前後，日光博物館重新於舊日光田母澤御用邸開館。
2006（平成 8）年，栃木縣自中央政府取得日光田澤御用別墅之所有權（一部分由國家無償貸出）
2000（平成 12）年，修復工作完成，並以「日光田母澤御用邸紀念公園」名稱開園。隔年，明仁天皇和美智子皇后來訪，天皇親自向皇后介園區並談及他疏開時的記憶。兩人於花園裡種植了一棵東北紅豆杉。
2003（平成 15）年 12 月，園區內10棟建築物或房間被指定為國家重要文化財。
2022（令和 4）年1月9日，日光市在訓練館舉行了成人式。這是日光田母澤御用邸紀念公園首次成為成人式場地。

## 田母澤御用邸建築

### 建築概要
雖然御用邸興建於1899年（明治 32 年），但建築群並非全部都是此時新建的，而是利用一部分原先就興建在此的銀行家別墅，並移築了一些原先位於東京赤坂的東宮御所的建築。此外，大正天皇即位後進行了大規模的擴建，因此可以在建築群中看到江戶、明治、大正時代的建築風格 。
御用邸初建時的設計師是由宮內省內匠寮的技師木子清敬擔任。大正時代擴建時的設計師同樣出自宮內省內匠寮，乃技師木子幸三郎（木子清敬之子） 。
2003（平成 15）年12月，該建築群中10棟建築物被指定為國家重要文化財，定名為「舊日光田母澤御用邸」。被指定為重要文化財產的10棟建築物的名稱如下 ：
1. 御座所
2. 御食堂
3. 皇后御座所
4. 謁見所
5. 内謁見所
6. 皇族及臣下休所
7. 御車寄
8. 主殿寮
9. 調理所
10. 女官部屋

上述10棟建築雖然因扩建和搬迁的历史因此分別登錄，但每棟建築都由走廊連接，形成统一的内部空间，屋顶也相连。 .

### 增建的過程
從赤坂離宮搬遷的部分（建於江戶時代）
1835—1840（天保6—11）年，作為紀州德川家的江戶藩邸而在赤坂（位於今赤坂離宮）新建的建築。 它呈現出了江戶時代後期的建築風格。 這座建築於1872（明治5）年獻給了給皇室，成為赤坂離宮。 次年，這座建築因皇居西之丸御殿的火災而成為臨時皇宮。 1889（明治22）年，隨著明治新宮落成，這座建築成為太子嘉仁親王的住所，改稱東宮御所（又稱花御殿）。 1898（明治31）年解體，並於次年遷至田母澤。
- 御座所
  - 1樓：御座所、御次之間、御學問所
  - 2樓：御日拜所、御寢室、劔璽之間
  - 3樓：御展望室

- 從御座所到御學問所的走廊，盡頭是御學問所的圓窗。
- 從御學問所的圓窗向外望，中央的建築是御食堂。
- 御座所和御次之間

從赤坂離宮搬遷的部分（建於明治時代）
紀州德川家江戶中屋敷成為東宮御所（花御殿）後，於1889（明治22）年在赤坂擴建的部分。
- 御食堂
  - 含御食堂（飯廳）、御次之間、御化粧（廁所）。
- 御車寄
  - 含唐破風式的御車寄、接待處、廣間等。

舊小林家别墅部分

重新利用御用邸設立前便位於此處的銀行家別墅。建於1887（明治 20）年左右。
- 皇后御座所
  - 一樓：皇后御座所、高等女官待命所、皇后和服架。
  - 二樓：御學問所、御次之間。

御用邸設立時新建部分
1899（明治 32）年設立御用邸時新建的部分。為明治時代的木造日式建筑 。
- 皇族及臣下休所的大部分。除了皇族休所外，還有宮內大臣和侍從的待命室等。
- 主殿寮的大部分，包含主殿寮、調度寮、內蔵寮、侍醫寮等。
- 調理所的一部分。

大正時代擴建部分
1900年（明治33年）後因皇太子（後大正天皇）結婚而擴建的部分。
- 皇后御座所的一部分
  - 御湯殿（浴室）
- 女官房間的大部分
  - 高等女官房間、儲藏室等。

大正時代擴建部分
1919（大正7）年之後擴建的部分。 除謁見所、內謁見所（皇后謁見所）、飯廳等公共區域外，還增設了女官和雜僕等傭人的房間和廚房。
- 謁見所
  - 含謁見所、次之間、候所（隨從待命室）、表御食堂（外飯廳）、御玉突所（撞球室）等。
- 內謁見所
- 女官房間的北半部
- 調理所（廚房）的西半部  - 謁見所
  - 御玉突所（撞球間）

## 開放情形
雖然目前只有3樓（御展望室）和部分辦公用空間不對外開放，但大多數房間僅能從走廊或相鄰的空間參觀。進入榻榻米房間時一定要注意不要踩在榻榻米的邊緣（工作人員持續關注著）。
除禁止進入區域外，公園內可自由參觀。3樓的御展望室除數季一次的限時開放之外，基本上不對外開放。

## 交通

### 公車
- 從日光站或東武日光站乘坐東武巴士日光到日光田母澤御用邸紀念公園站。

### 自行開車
- 公園對街有縣立收費停車場。

## 腳註
1. 1 2 3 4 5 6 7 8  文化庁文化財部「新指定の文化財」『月刊文化財』483、第一法規、2003、pp.15 - 19

## 外部連結
- 日光市觀光協會 （页面存档备份，存于）
- 日光田母澤御用邸紀念公園 （页面存档备份，存于）